# Viaduto São Paulo
O Viaduto São Paulo, conhecido popularmente como Laurão, é um viaduto localizado na cidade paulista de Campinas. Possui aproximadamente 340 metros, destinado apenas ao uso de veículos e com duas faixas de cada lado, transpondo o vale do córrego Proença, passando por cima da junção da Via Norte-Sul e da Avenida Princesa D'Oeste. Passam pelo viaduto em média 48.000 veículos por dia útil. O nome popular do viaduto faz referência ao prefeito cuja administração realizou a obra, Lauro Péricles Gonçalves. Faz parte da Avenida Doutor Moraes Sales.

## Localização
O viaduto localiza-se na Avenida Doutor Moraes Salles e liga os bairros da Região Central (Centro, Cambuí e Bosque) aos bairros da Região Leste (Nova Campinas, Jardim das Paineiras, Gramado), à Rodovia Dom Pedro I (SP-65) e aos distritos de Sousas e Joaquim Egídio. A Rua General Marcondes Salgado, extensão da Via Expressa Waldemar Paschoal no sentido leste, passa ao lado do Bosque dos Jequitibás e termina no viaduto.

## História
Antes de sua construção, em meados da década de 1970, para chegar à ou sair da Região Central pela Av. Dr. Moraes Salles, era necessário passar pelo vale do córrego Proença, inicialmente através de uma rotatória e depois de cruzamentos semaforizados. De modo a facilitar o trânsito pela Avenida Doutor Moraes Salles, eliminando a necessidade de passar pelos cruzamentos das avenidas Norte-Sul e Princesa D'Oeste, realizou-se a construção desse viaduto. O viaduto foi concluído em 25 de janeiro de 1977. Durante o ano de 2006, a região sob o viaduto passou por uma extensa reurbanização, com o objetivo de resolver o problema das enchentes no córrego sob o viaduto, além de obras da SANASA (a companhia municipal de saneamento) para cobrir o córrego e criar uma nova praça sob o Viaduto São Paulo. Por fim, o viaduto recebeu nova iluminação com LEDs coloridos. Em 2018, após um engenheiro denunciar o estado de conservação do viaduto em redes sociais a prefeitura de Campinas realizou vistoria na estrutura, atestando que esta se encontra sem danos e que as rachaduras vistas na parte de fora ocorrem somente no revestimento.

## Galeria

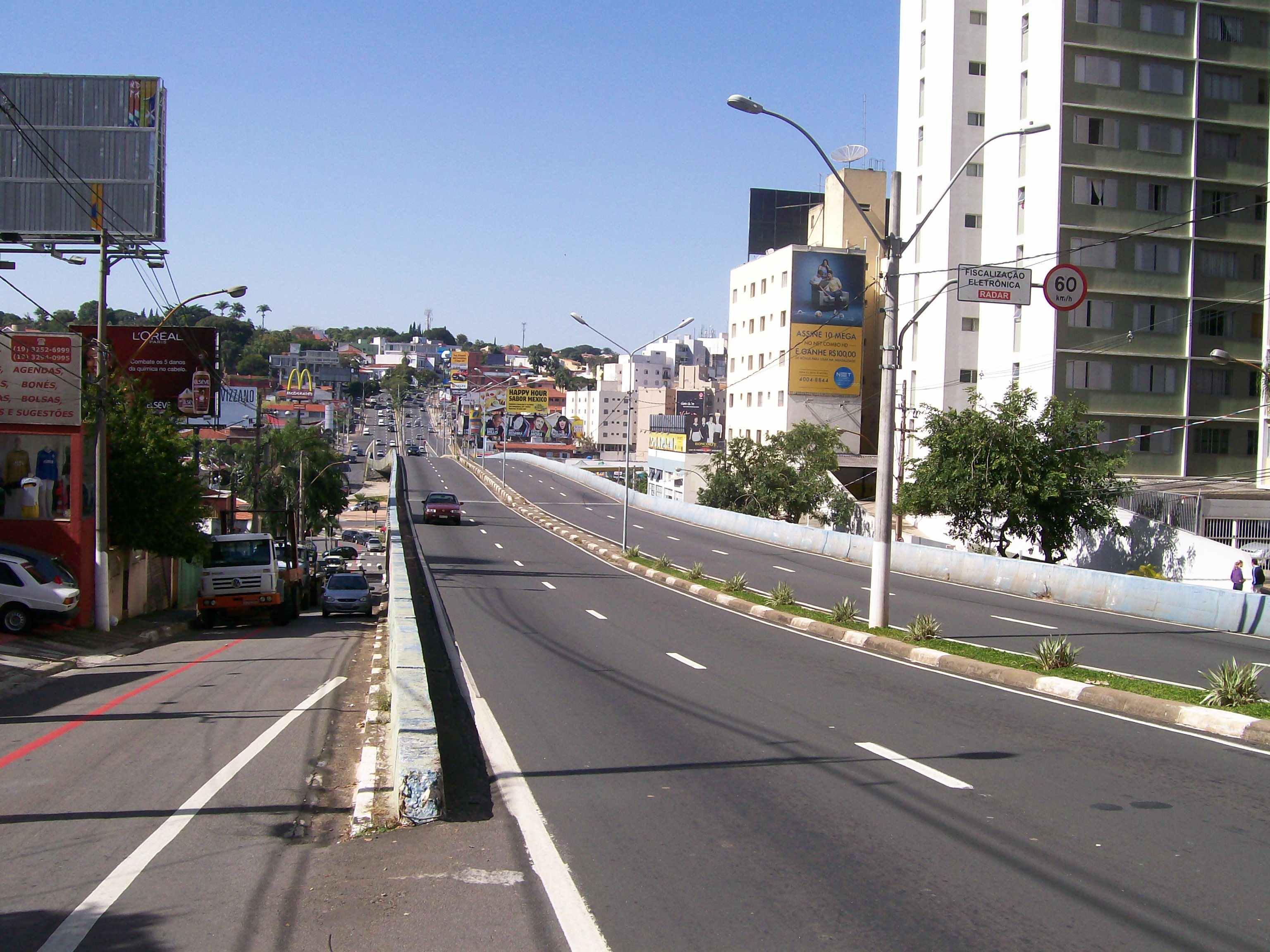
O viaduto visto no sentido leste (SP-65, SP-81, SP-83), tendo ao fundo os bairros Nova Campinas à esquerda e Jardim Paraíso à direita
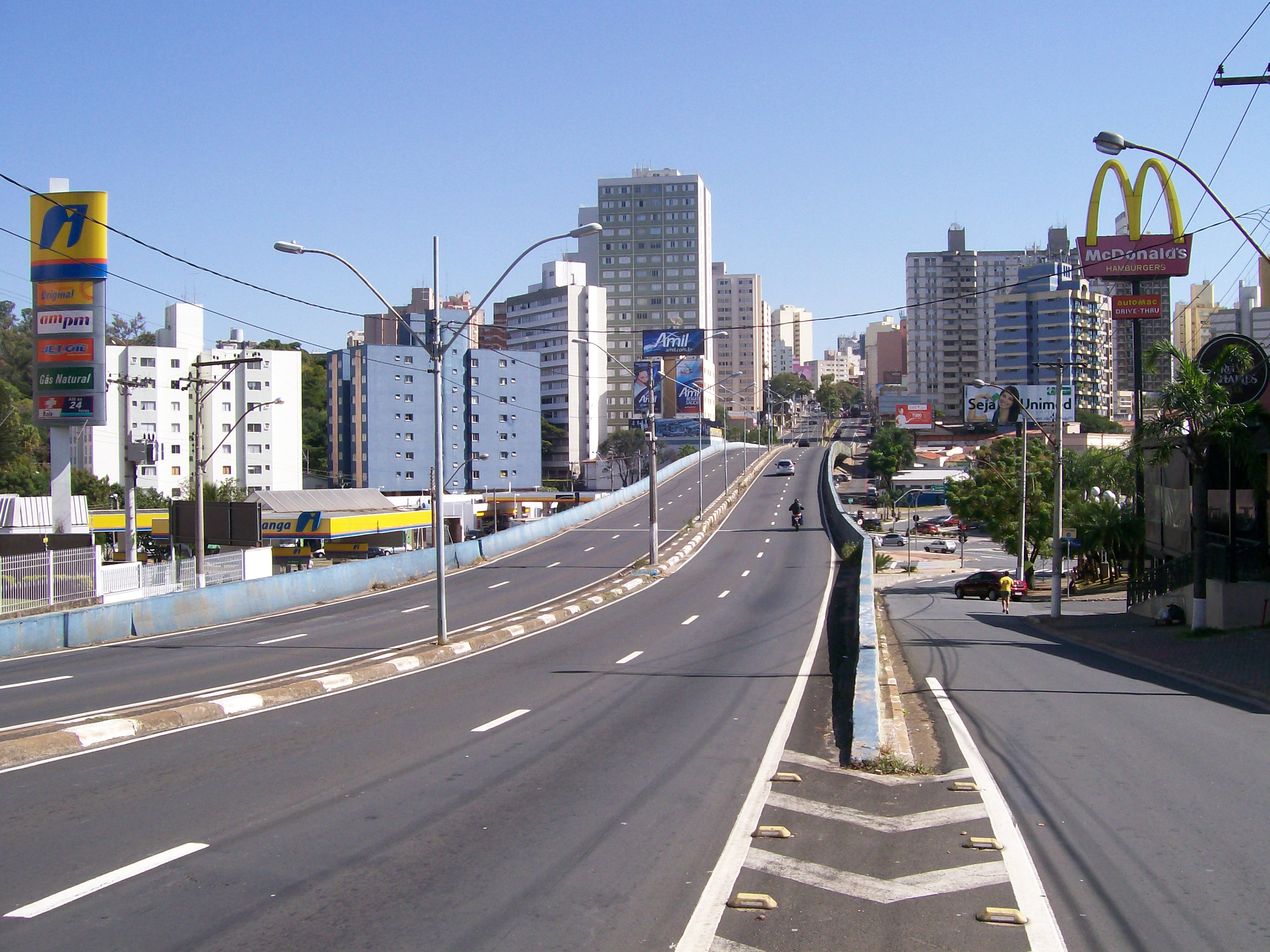
O viaduto visto no sentido oeste, tendo do outro lado os bairros do Bosque à esquerda e do Cambuí à direita. Ao fundo se vê o início do Centro da cidade.
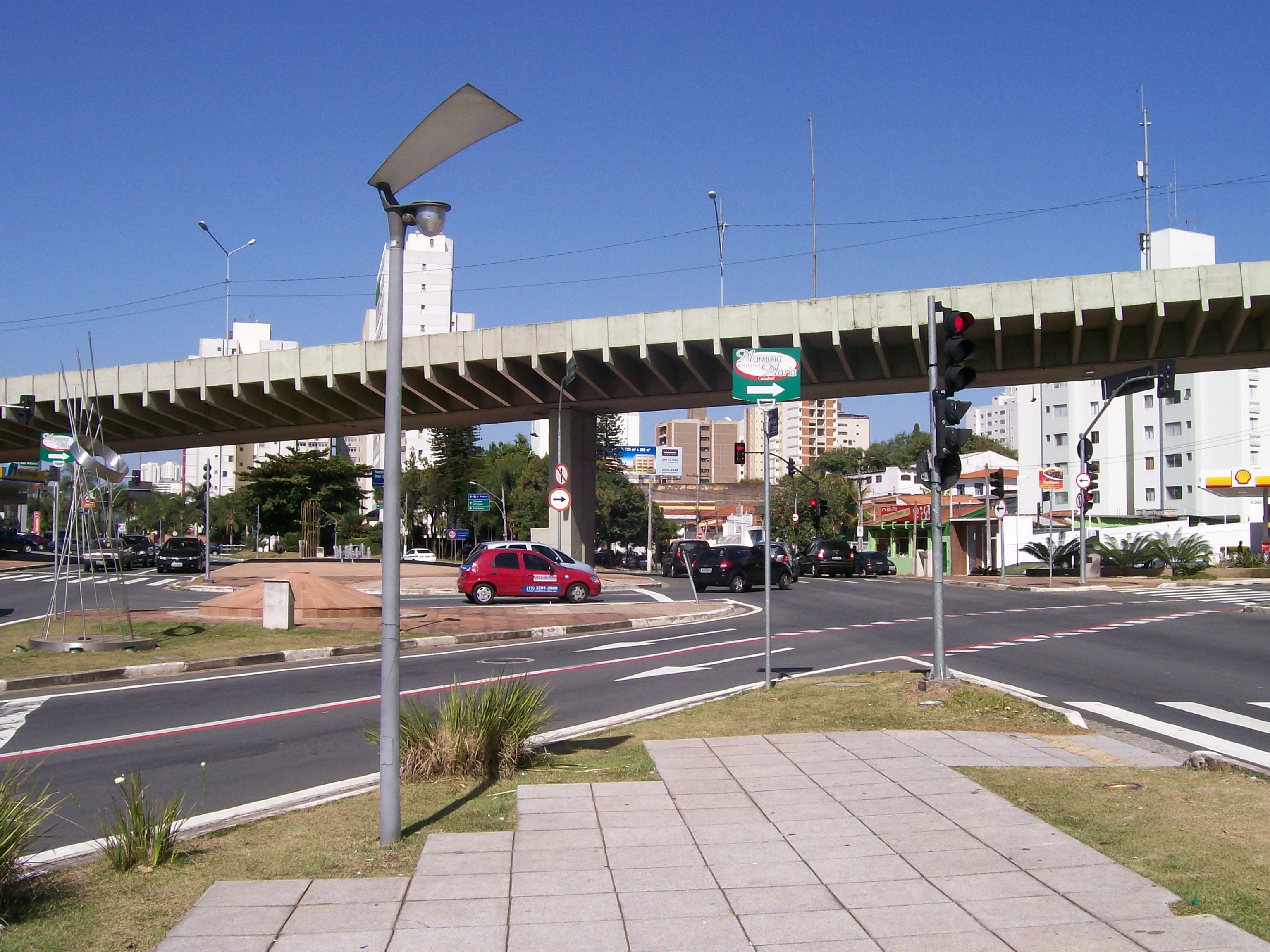
O viaduto "Laurão" visto a partir do trecho inicial da Via Norte-Sul, sentido Avenida Princesa d'Oeste, que termina do outro lado, sobre o córrego Proença.
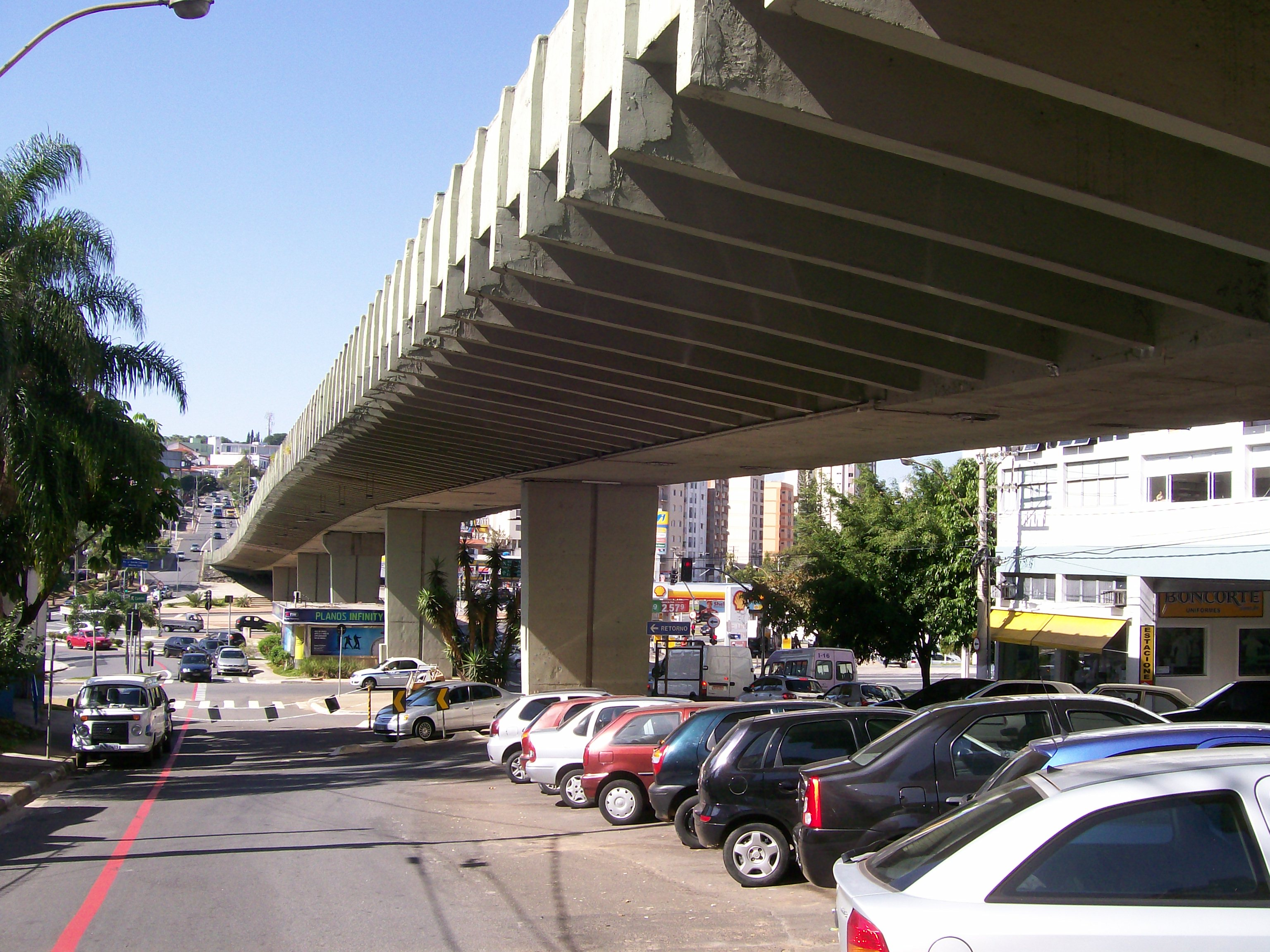
Viaduto "Laurão" visto quase completamente a partir de uma de suas vias de acesso.
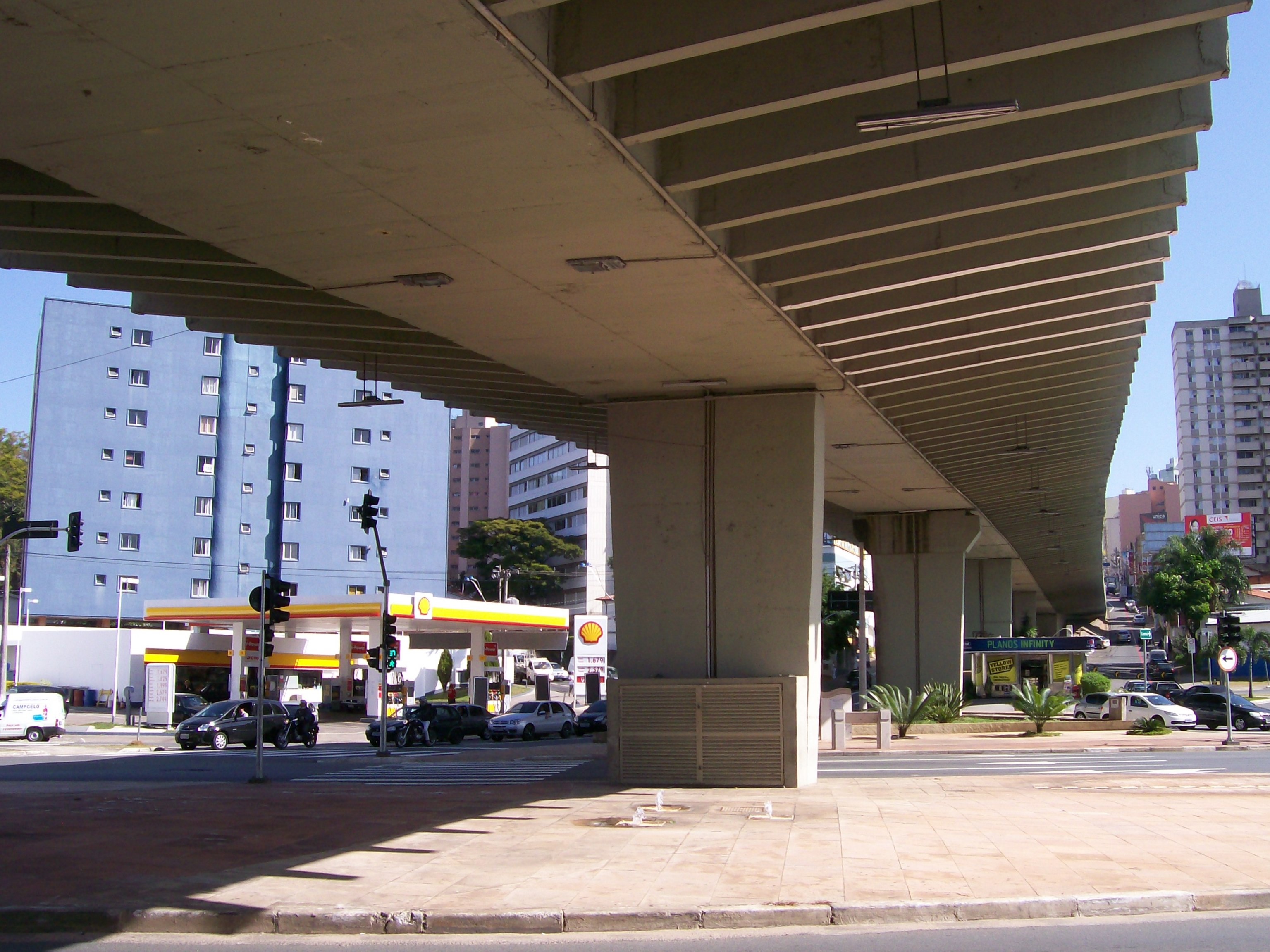
Estrutura do Viaduto São Paulo. À direita, começa a Via Norte-Sul e à esquerda acaba a Avenida Princesa d'Oeste.
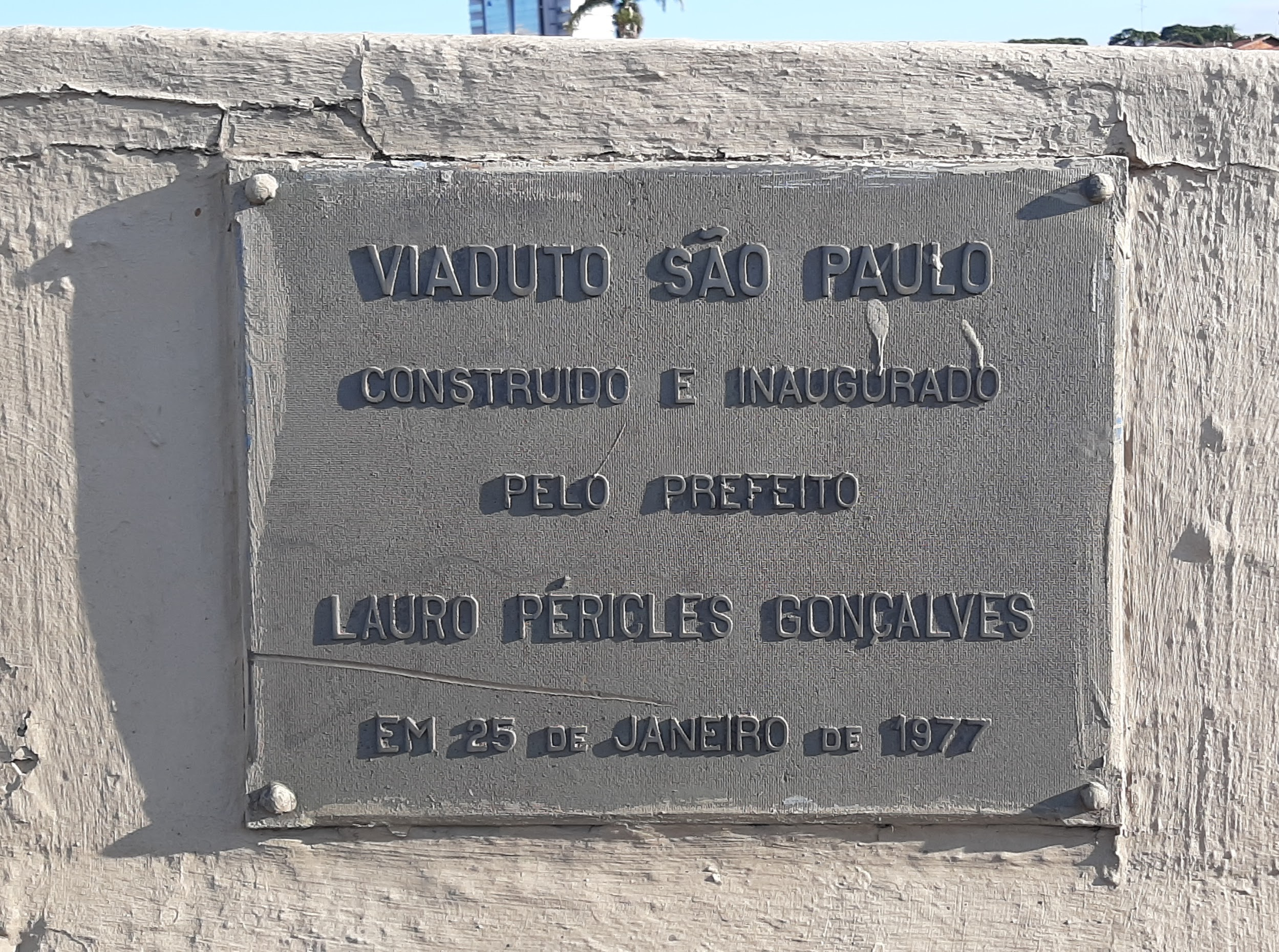
Placa de inauguração do Viaduto São Paulo. Ela se situa na parte de cima do viaduto, junto ao muro externo, no sentido Bairro-Centro.